# Christian Hillborg
Leif Christian Hillborg (Estocolm, 16 de març de 1978) és un actor i actor de doblatge suec.
Hillborg va obtenir els seus primers papers a les sèries sueques Hombres, Höök i Blomstertid. El 2010 va assumir el seu primer paper cinematogràfic a Snabba Cash. L'any següent va aparèixer en set capítols de la sèrie de televisió Bron/Broen com a Daniel Ferbé. El 2017 va interpretar el paper del líder viking Erik Thurgilson abans no el matessin en vuit capítols de la segona temporada de la sèrie The Last Kingdom. El 2022 va coprotagonitzar el docudrama The Playlist.